# روث ور
روث ور (انگلیسی: Ruth Ware؛ زادهٔ سال ۱۹۷۷ میلادی) پدیدآور، رمان‌نویس، نویسنده، آموزگار، پیشخدمت، و کتاب فروش اهل بریتانیا است. عمده شهرت وی به سبب خلق رمان‌های هیجانی و روانشناسی است. کتاب‌های مشهور وی عبارت هستند از در یک جنگل تاریک تاریک (۲۰۱۵)، زنی در کابین ۱۰ (۲۰۱۶)، بازی دروغ (۲۰۱۷) و همین‌طور مرگ خانم وستاوی (۲۰۱۸) چرخش کلید (۲۰۱۹) و یک به یک(۲۰۲۰)

## ترجمه آثار
اغلب آثار این نویسنده توسط دو ناشر معتبر ایرانی نشر البرز و نشر نون به فارسی برگردانده شده‌است